# Opus IV
Opus IV – trzeci album studyjny austriackiej grupy muzycznej Abigor wydany 29 lipca 1996 przez Napalm Records. 
Zremasterowana w 2004 i wydana, jako podwójne CD Verwüstung / Invoke the Dark Age przez Napalm Records.
Horns Lurk Beyond the Stars
Utwory 1,2,3 i 4 nagrane i zmiksowane w Listopadzie/Grudniu, roku 1995. Teksty napisane przez T.T.
Blut Aus Aeonen
Utwory 5,6,7 i 8 nagrane i zmiksowane w Maju, 1996. Teksty napisane przez P.K.
Obie strony (płyty) mają osobną okładkę i książeczka jest podzielona na dwie różne części.

## Lista utworów
1. „Crimson Horizons and Ashen Skies” – 6:06
2. „Eerie Constellation” – 5:35
3. „Mirages for the Eyes of the Blind” – 5:37
4. „A Breath From Worlds Beyond” – 4:53
5. „The Elder God (My Dragon Magic)” – 6:42
6. „Dimension of Thy Unforgiven Sins, Part 1” – 4:11
7. „Dimension of Thy Unforgiven Sins, Part 2” – 4:27
8. „Spektrale Schattenlichter” – 4:55

## Twórcy
- Peter Kubik – gitara, instrumenty klawiszowe
- Thomas Tannenberger – perkusja, gitara
- Michael „Silenius” Gregor – śpiew
- Herbert Jandl – flet (utwory 5–8)